# Adam Nowotny-Lachowicki-Czechowicz
Adam Adolf Nowotny-Lachowicki-Czechowicz (ur. 24 grudnia 1865 w Krynicy, zm. 20 listopada 1936 we Lwowie) – generał dywizji Wojska Polskiego.

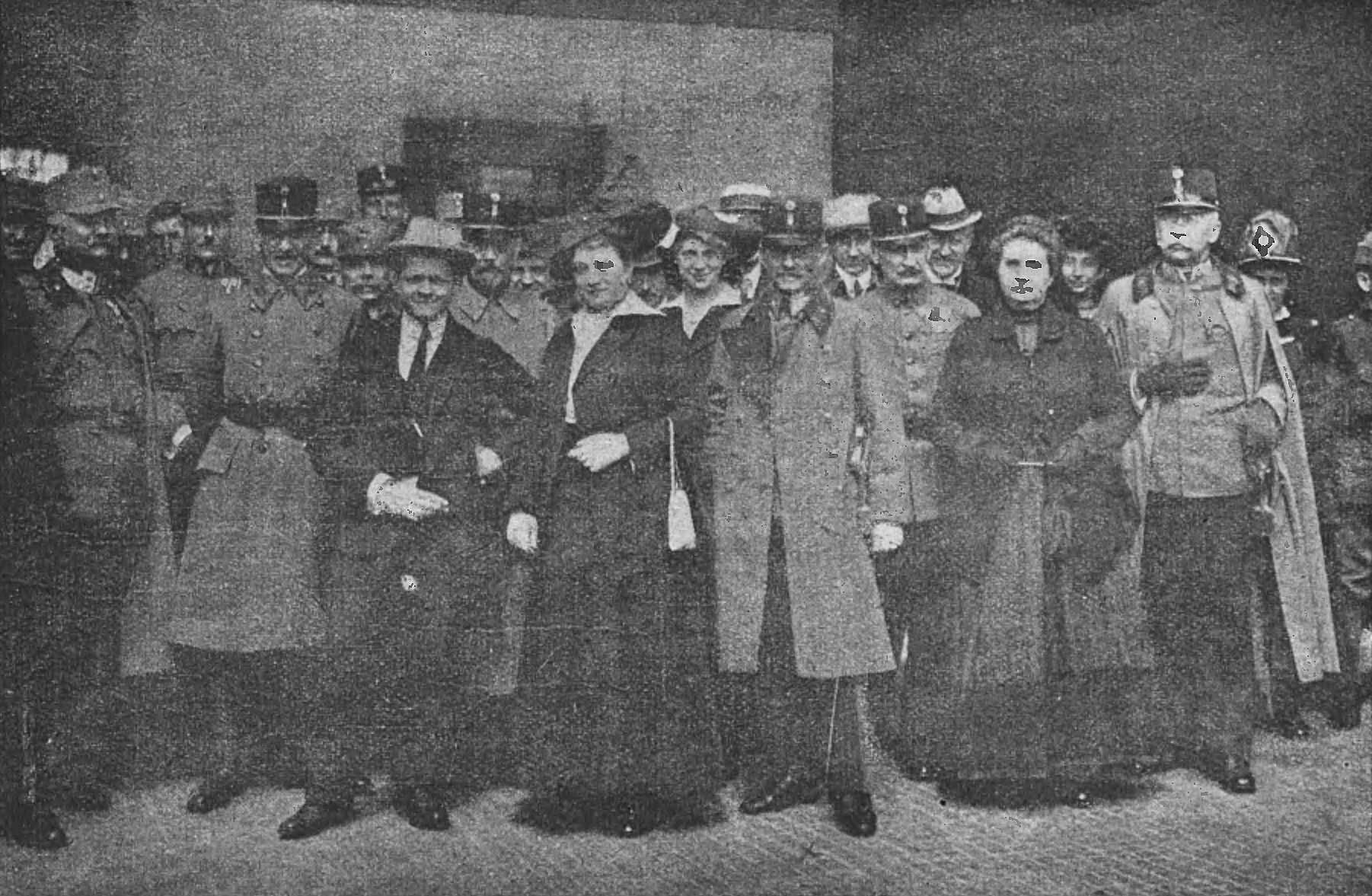
Pożegnanie komendanta Lwowa gen. Nowotnego na dworcu lwowskim w lipcu 1918

## Życiorys
Urodził się 24 grudnia 1865 roku w Krynicy, w ówczesnym powiecie nowosądeckim Królestwa Galicji i Lodomerii, w rodzinie radcy wyższego sądu krajowego (radcy dworu).
Jego rodzina mieszkała m.in. w Muszynie, Wieliczce i Nowym Targu – liczne przeprowadzki spowodowane były służbowymi przeniesieniami ojca, sędziego z zawodu. Po ukończeniu edukacji (m.in. Wojskowej Akademii Technicznej w Wiedniu) wstępuje do austriackiej armii. Dosłużył się w niej stopnia generała majora w 1915 roku. Pełnił m.in. funkcję Generalnego Inspektora Trenów. Z wykształcenia artylerzysta. Dowodzi m.in. 11 pułkiem haubic we Lwowie. Bierze udział w I wojnie światowej dowodząc XXXIX Brygadą Artylerii na froncie rosyjskim i artylerią 5 Armii na froncie włoskim. W czerwcu 1917 został mianowany komendantem miasta Lwowa. Po ustąpieniu z tego stanowiska wyjechał z miasta w lipcu 1918.
W listopadzie 1918 przyjęty do WP w randze generała podporucznika. Obejmuje funkcję Polskiego Pełnomocnika Wojskowego w Wiedniu. 3 czerwca 1919 roku został mianowany zastępcą dowódcy Okręgu Generalnego „Lwów” we Lwowie. 3 marca 1920 roku został mianowany zastępcą dowódcy Okręgu Generalnego „Pomorze”. 1 maja 1920 roku został zatwierdzony z dniem 1 kwietnia 1920 roku w stopniu generała podporucznika, w grupie oficerów byłej armii austriacko-węgierskiej. 20 maja 1920 roku został zwolniony ze stanowiska i przeniesiony do Stacji Zbornej w Krakowie. W czasie wojny z bolszewikami pełni też funkcję oficera łącznikowego Naczelnego Dowództwa przy 6 Armii i dowodzi Grupą Operacyjną. Od 10 września 1920 roku do listopada 1921 roku był dowódcą 13 Dywizji Piechoty.
3 maja 1922 roku został zweryfikowany w stopniu generała dywizji ze starszeństwem z 1 czerwca 1919 roku i 4. lokatą w korpusie generałów. Z dniem 1 sierpnia tego roku został przeniesiony w stan nieczynny na okres jednego roku z prawem do poborów. Z dniem 31 sierpnia 1923 roku został przeniesiony w stan spoczynku z prawem noszenia munduru. Mieszkał we Lwowie. Zmarł 20 listopada 1936 roku. Został pochowany na Cmentarzu Łyczakowskim.
W opinii Józefa Piłsudskiego nieprzydatny do służby w WP z powodu braku rzeczywistych kwalifikacji: człowiek chory, i zdaniem moim niezdatny zupełnie do użycia, chyba na taką czy inna komendę lokalną .

## Rodzina
Był synem Bogumiła Fryderyka Nowotny (1835-1904) radcy wyższego sądu krajowego i radcy dworu i Zofii Nowotny (1839-1924) z domu Loegler. Miał czterech braci: Kazimierza Nowotny (1863-1924) adwokata, Bogumiła Nowotny (1871-1960) pierwszego dowódcę polskiej marynarki wojennej, Franciszka Juliusza Nowotny (1872-1924) lekarza otolaryngologa, Juliana Karola Nowotny (1876-1953) profesora prawa oraz siostrę Adolfinę Piela (1868-1968)
Był żonaty z Wandą (Adą) Schlauf. W 1920 roku został adoptowany przez baronessę Sabinę Lachowicką-Czechowicz.

## Ordery i odznaczenia
- Order Odrodzenia Polski[16]
- Medal Pamiątkowy za Wojnę 1918–1921[16]
- Krzyż Komandorski Orderu Leopolda (Austria)[16]
- Krzyż Komandorski Orderu Korony Żelaznej (1915, Austria)[16][17]
- Krzyż Kawalerski Orderu Franciszka Józefa (Austria)[16]
- Krzyż Zasługi Wojskowej (Austria)[16]
- Krzyż Komandorski z Gwiazdą Orderu Albrechta (Saksonia)[16]